# Kloster Wechselburg

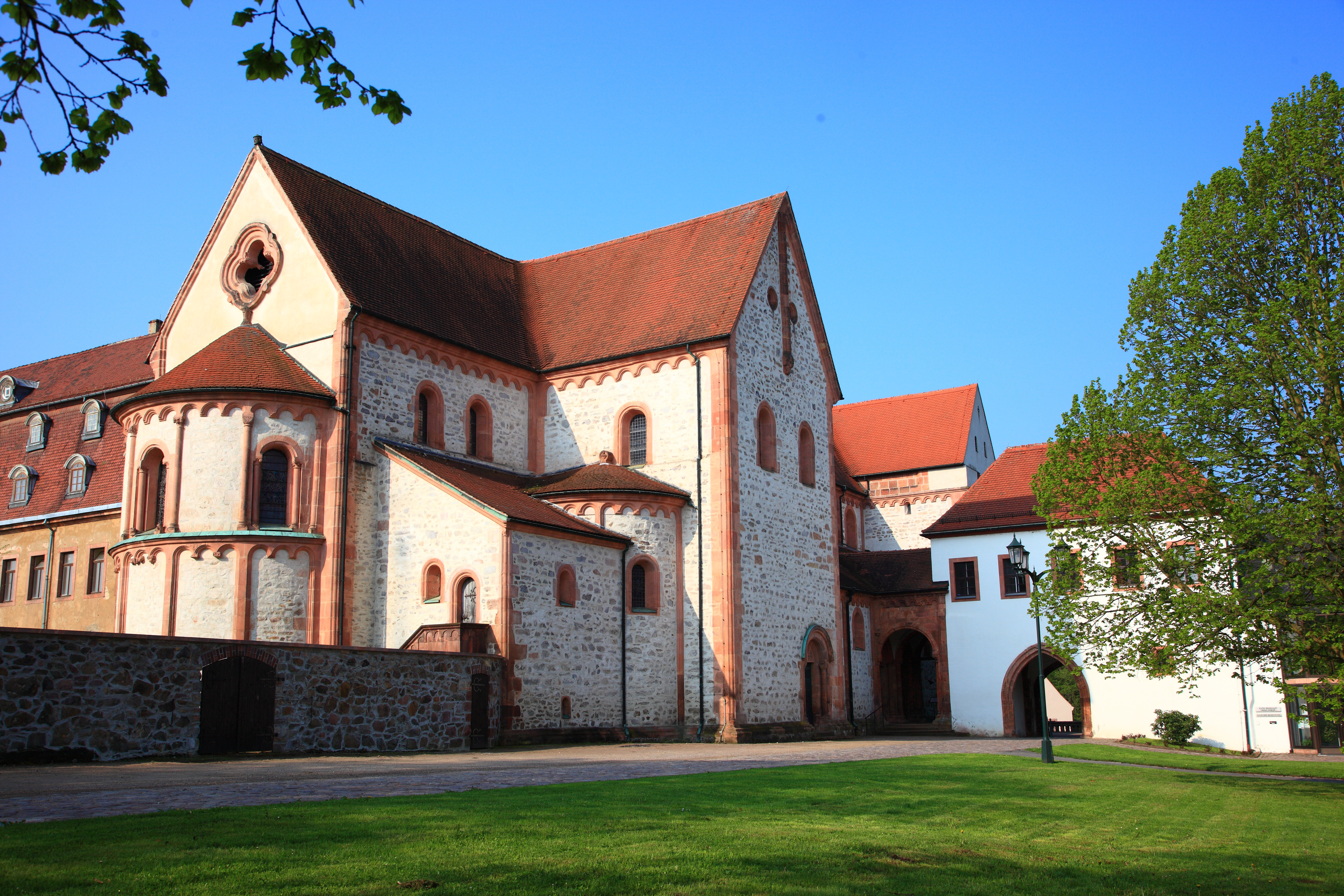
Romanische Basilika Hl. Kreuz (Kloster- und Pfarrkirche)

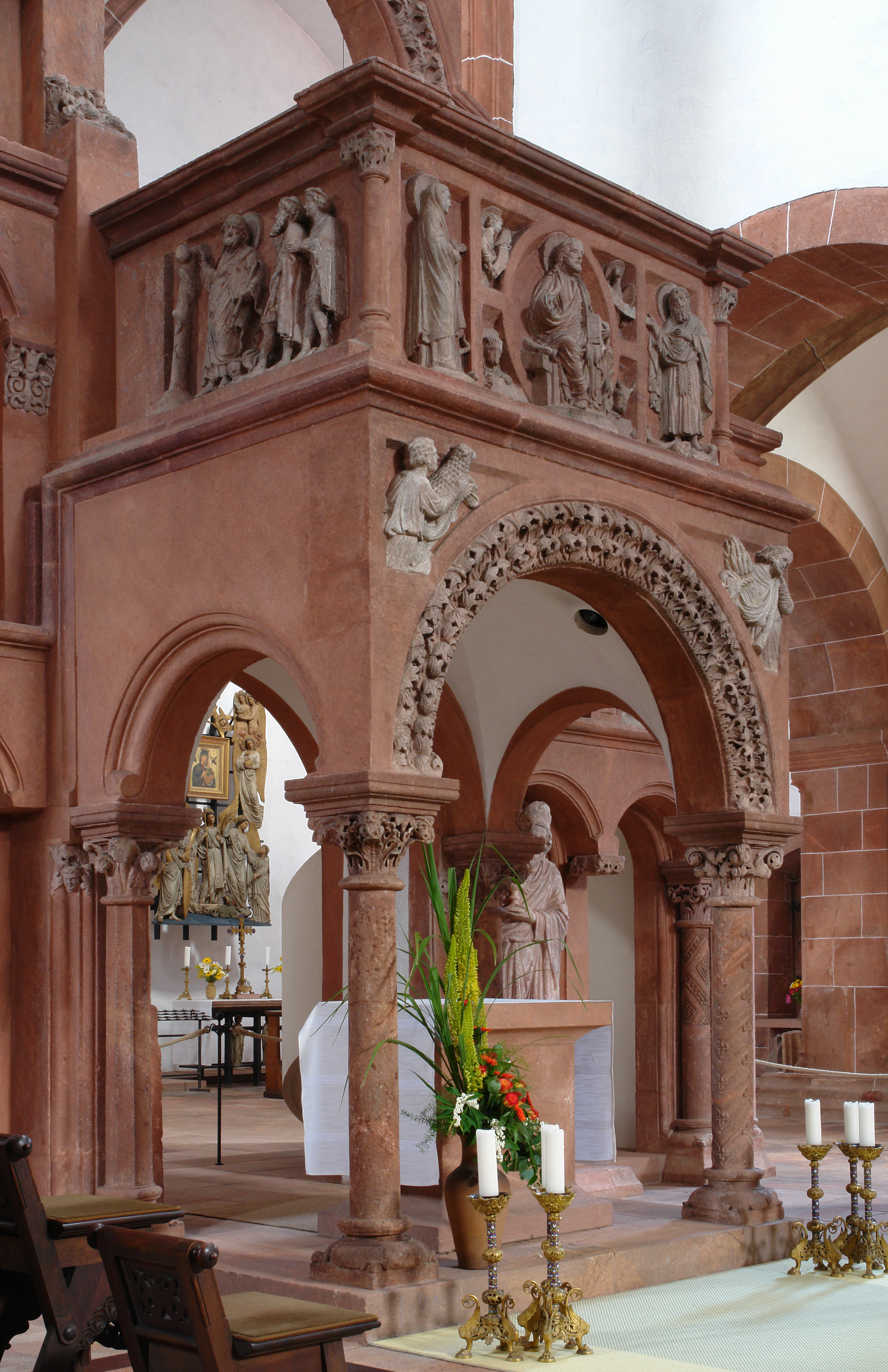
Lettner-Kanzel

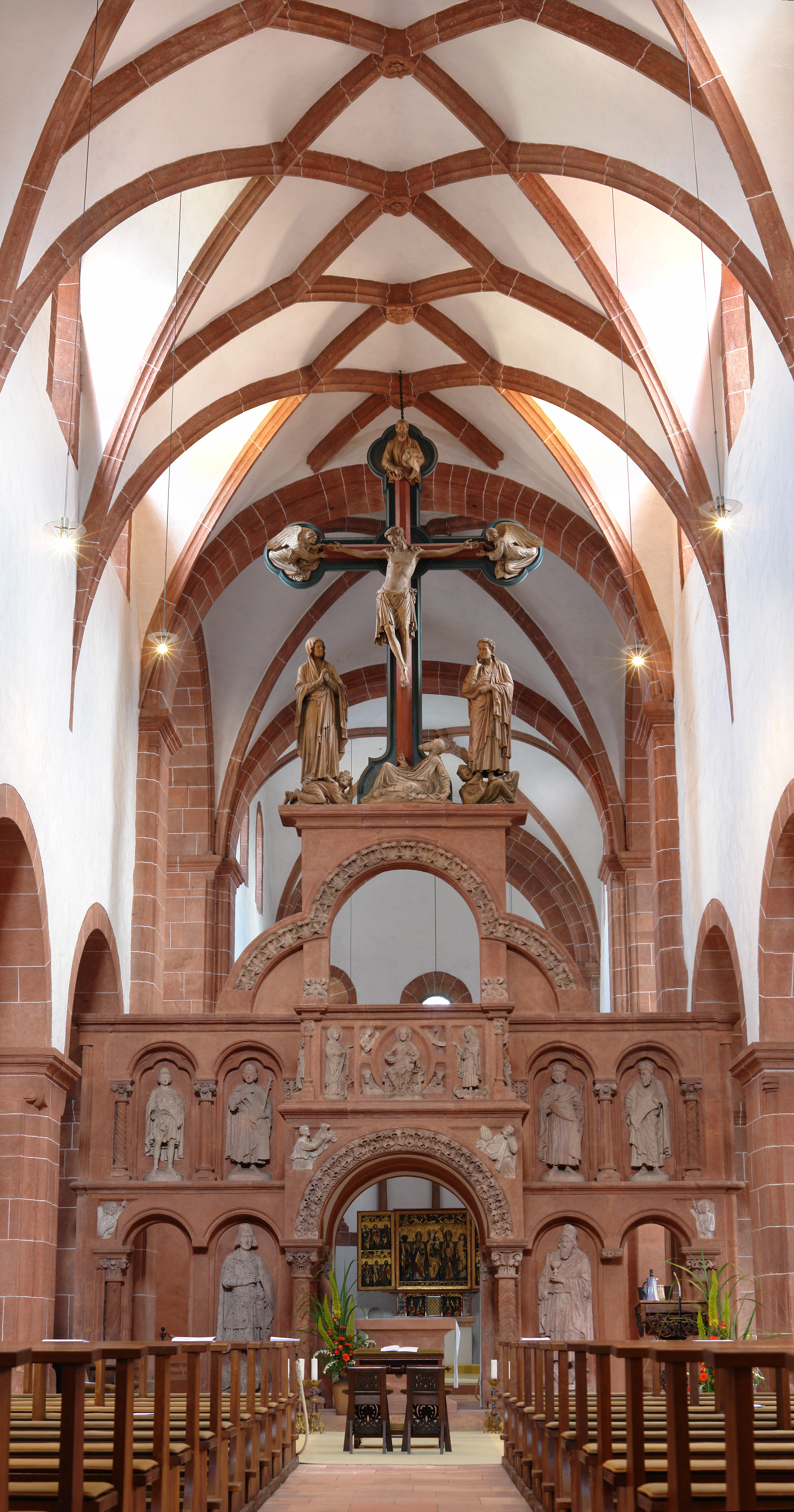
Lettner

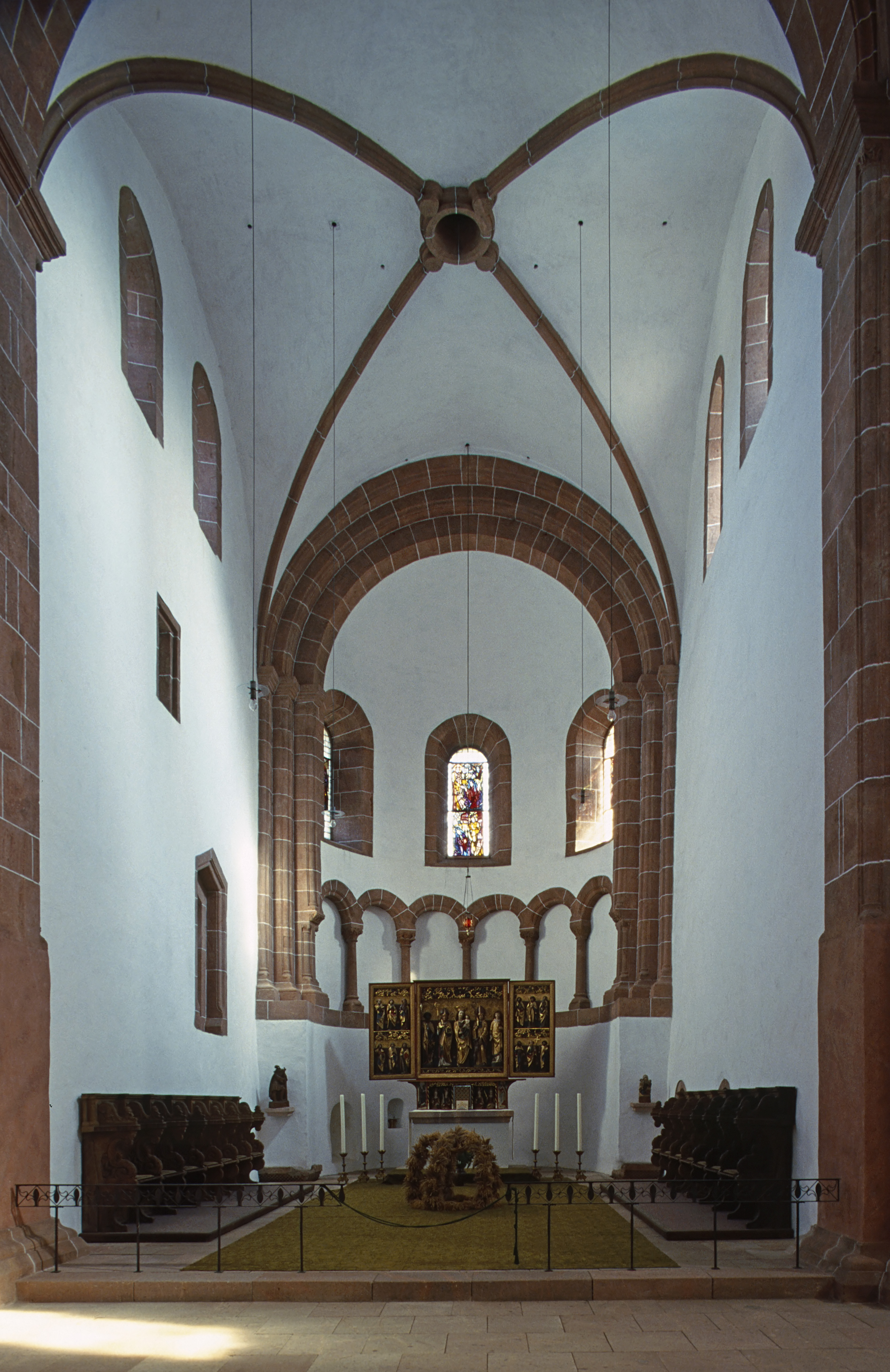
Chor

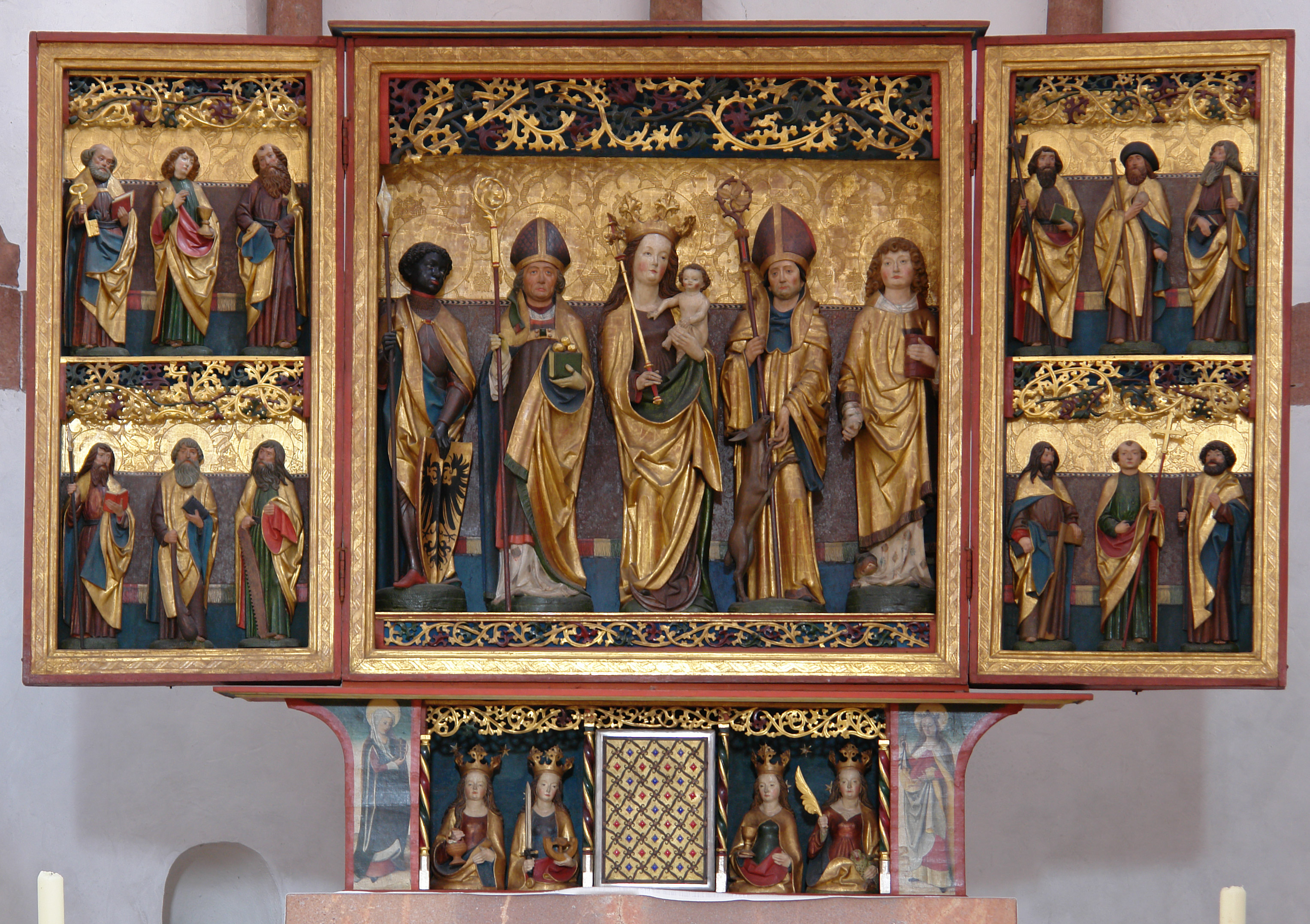
Hauptaltar

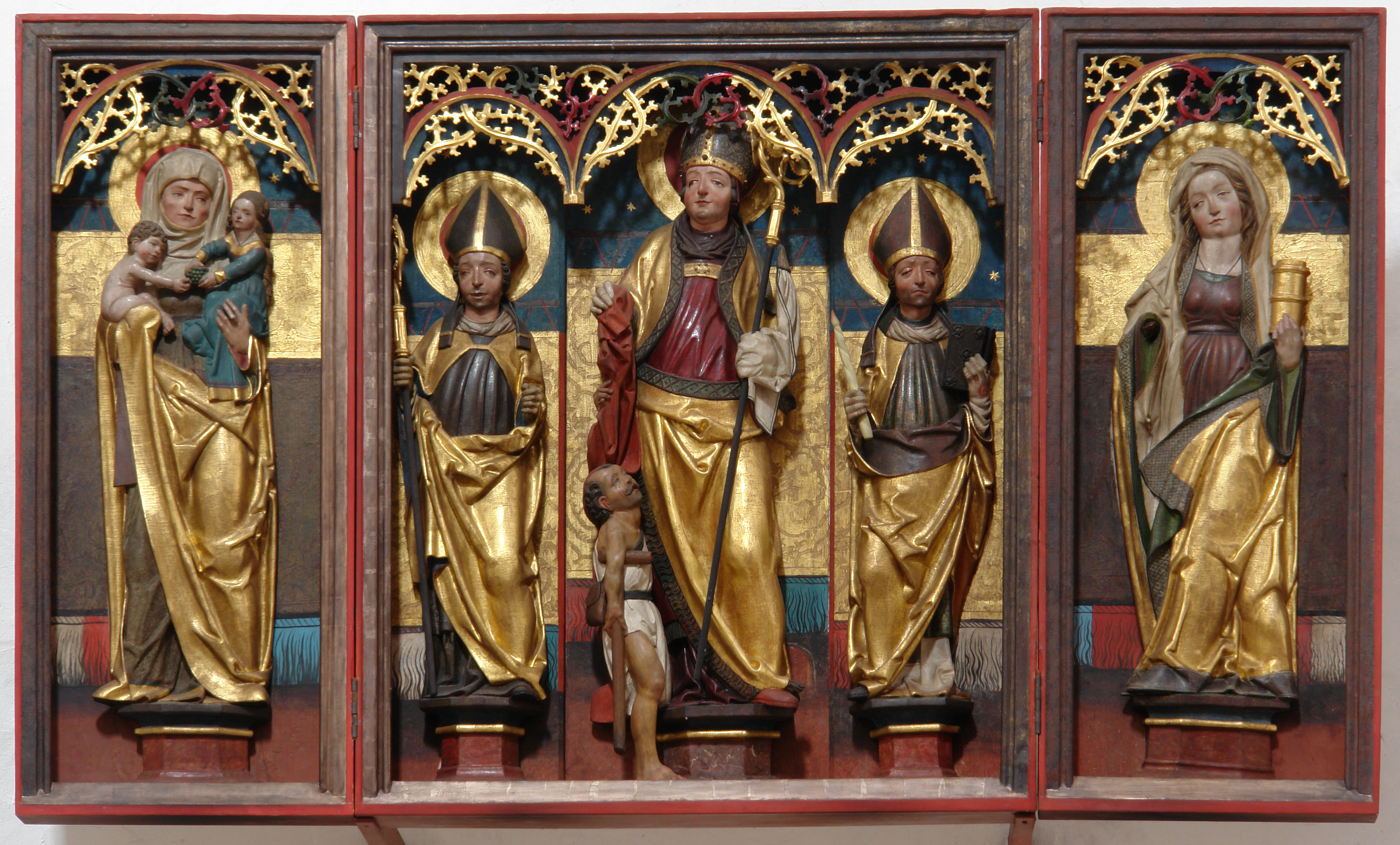
Seitenaltar

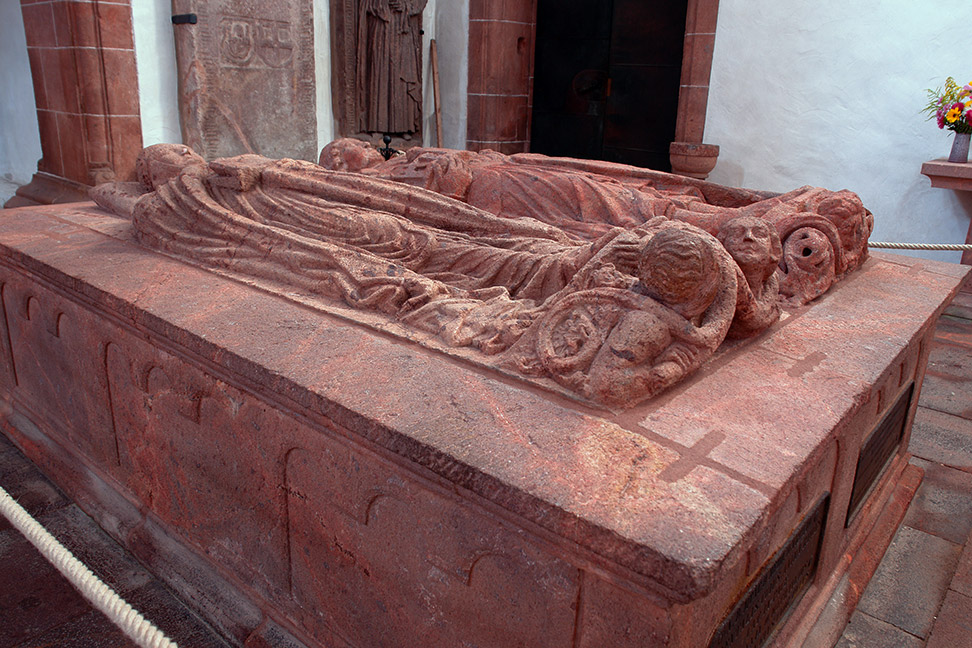
Grabmal Dedo von Groitzsch

Kloster Wechselburg, früher auch als Kloster Zschillen bekannt, ist ein Benediktinerkloster in Wechselburg in Sachsen. Es gehört der Bayerischen Benediktinerkongregation an. Die Stiftskirche des Klosters ist, als spätromanische Basilika, eine der am besten erhaltenen romanischen Großbauten östlich der Saale. Der Lettner gehört mit seinen Bildwerken zu den hervorragendsten Zeugnissen deutscher Kunst des 13. Jahrhunderts.

## Geschichte
Dedo von Rochlitz-Groitzsch gründete das um 1168 von Gerung teilweise (Ostpartie der spätromanischen Basilika) geweihte Kloster als Hauskloster. Das Klosterleben nach den Regeln des heiligen Augustinus nahm kurz nach 1174 seinen Anfang. Die ersten Mönche kamen aus dem Augustinerchorherrenstift Kloster Petersberg bei Halle. Der Abschluss des Baus der dreischiffigen Pfeilerbasilika muss um 1200 angenommen werden. Die Konventgebäude scheinen erst im Anschluss errichtet worden zu sein. Markgraf Heinrich der Erlauchte übergab das Kloster 1278 dem Deutschen Ritterorden. 1543 fiel das Kloster mit allen Besitzungen an Herzog Moritz von Sachsen, der es umgehend säkularisierte und es an die Herren von Schönburg gegen die Orte Hohnstein, Wehlen und Lohmen in der heutigen Sächsischen Schweiz vertauschte. Daher kam für den Ort und die Klosteranlage der Name Wechselburg auf. Der Deutsche Orden versuchte noch bis 1570 erfolglos, das Kloster auf gerichtlichem Weg zurückzubekommen.
Carl Heinrich Alban Graf von Schönburg-Forderglauchau (1804–1864) gestattete seit 1843 die Abhaltung katholischer Privatandachten in der Basilika. Sein Sohn Carl Heinrich Wolf Wilhelm Franz Graf von Schönburg-Forderglauchau (1832–1898) und dessen Frau Adelheid Gräfin von Rechteren-Limpurg (1845–1873) konvertierten während einer Italienreise am 19. März 1869 in Rom zum Katholizismus. Dies löste einen jahrzehntelangen Streit aus: Die evangelische Landeskirche argwöhnte, dass die Schönburger „aus der Schlosskirche unter der Hand eine öffentliche katholische Kultusstätte ... machen und das Recht der evangelischen Kirche an ihr stillschweigend zu beseitigen suchten“. Zudem entstand im Schlosspark eine Lourdesgrotte und etwa seit 1879 fanden im Schlosspark Fronleichnamsprozessionen unter freiem Himmel statt; wahrscheinlich die einzige derartige Veranstaltung im evangelischen Sachsen. Eigentlich war die Teilnahme nur Personen der gräflichen Familie und des Hausstands gestattet, trotzdem zog dieses Ereignis zunehmend auch anderweitige Besucher an (besonders Arbeitsmigranten aus Süddeutschland, Italien oder Polen). Zu Fronleichnam 1900 verbot die Leipziger Kreisdirektion den Zutritt unbefugter Personen zum Schlosspark, drohte dem Grafen für jede Übertretung 100 Mark Geldstrafe an und entsandte ein Polizeiaufgebot („Wechselburger Kulturkampf“). Schließlich einigten sich die Schönburger und das Ministerium; öffentliche katholische Messen durften nun stattfinden. Offiziell zur römisch-katholischen Pfarrkirche, und zudem zum Wallfahrtsort, wurde die Basilika jedoch erst nach dem Zweiten Weltkrieg. Sie ist seitdem eine von zwei Wallfahrtskirchen auf dem Gebiet des Freistaats Sachsens sowie des Bistums Dresden-Meißen.
Die Stiftskirche wurde in den letzten Kriegstagen durch Munitionssprengungen an der Dachhaut schwer beschädigt. Es entstanden Folgeschäden an der Ausmalung des 19. Jahrhunderts. Ein Notdach wurde 1946 errichtet, Restaurierungsarbeiten begannen 1953 und zogen sich bis 1965 hin.
Benediktinermönche der Abtei Ettal gründeten am 28. August 1993, dem Fest des Hl. Augustinus, das Kloster Wechselburg als klösterliche Niederlassung erneut. Die sechs Mönche betreiben ein Jugend- und Familienhaus und sind in der Wallfahrts- und Pfarrseelsorge engagiert. Seit 2010 wurde das Kloster ausgebaut. Pater Georg Roß wies dazu auf die jahrhundertelange Wallfahrtstradition in Wechselburg hin.
Im Rahmen der 2010 öffentlich bekannt gewordenen Fälle von sexuellem Missbrauch in katholischen Einrichtungen in Deutschland, die auch das Mutterkloster Ettal betrafen, wurden drei Mönche des Konvents von Kloster Wechselburg vom Dienst suspendiert. Pater Georg, der 2015 sexuellen Missbrauch eingestand und vom Orden ausgeschlossen wurde, war in Wechselburg in der Jugendarbeit eingesetzt worden. 2016 wurde er vom Landgericht München II zu sieben Jahren Haft verurteilt.
Am Weihetag der Wechselburger Basilika, dem 14. September 2012, wurde das Kloster in einem feierlichen Gottesdienst durch den emeritierten Bischof Joachim Reinelt zum abhängigen Priorat der Abtei Ettal erhoben. Als erster Prior des Klosters und damit Stellvertreter des Abtes von Ettal wurde der frühere Schulleiter und Prior von Ettal P. Maurus Kraß OSB eingesetzt.
Am 16. September 2018 wurde die Klosterkirche von Papst Franziskus zur Basilica minor erhoben.

## Die Klosterkirche

### Architektur
Die Klosterkirche ist eine spätromanische Basilika und gehört zu den am besten erhaltenen romanischen Kirchen östlich der Saale. Sie war bereits 1160 im Bau, wurde in Teilen 1168 geweiht und muss im letzten Viertel des 12. Jahrhunderts fertig gewesen sein. Gleichzeitig und bald danach erfolgte der Bau der Klostergebäude südlich der Kirche. Um 1230/35 wurde der Lettner eingebaut. Die Einwölbung von Vierung und Querhausarmen erfolgte im ersten Viertel des 15. Jahrhunderts; das Langhausgewölbe trägt das Datum 1476.
Die Kirche ist eine kreuzförmige Pfeilerbasilika von 54 Meter Gesamtlänge mit Hauptapsis und einer nördlichen Nebenapsis. Die Apsis im südlichen Querhausarm wurde später abgebrochen und ist im Innern als Nische angedeutet. Im Westen steht ein stattlicher Turmbau aus unverputztem Quadermauerwerk, der den Typ des niedersächsischen Westriegels vertritt. Er ist heute nur so hoch wie das Mittelschiff und mit einem Satteldach gedeckt, besaß jedoch ursprünglich achteckige Aufsätze ähnlich der Neuwerkkirche Goslar, die wahrscheinlich im 15. Jahrhundert abgetragen wurden. In der Mitte befindet sich ein eindrucksvolles Rundfenster.
Reich geschmückt ist ein Doppelportal am nördlichen Seitenschiff mit einer zweijochigen Vorhalle. Die Bogenfelder zeigen Reliefs mit Kampf des Basilisken gegen einen Löwen und rechts das Lamm Gottes. Die Kapitelle zeigen neben niedersächsischen Motiven oberrheinische und französische Einflüsse.
Das wohlproportionierte Innere zeigt an den Pfeilern der fünf Arkaden des Langhauses Kantensäulen und Karniesprofilierung. Ursprünglich war unter dem Chor eine dreischiffige Hallenkrypta vorhanden, die 1683 abgebrochen wurde; heute ist der Chor fast ebenerdig mit dem Langhaus. Der Westbau öffnet sich mit einem großen Rundbogen zum Schiff. Eine Westempore, die von einer Doppelarkade getragen wird, ist im Bogen eingefügt. Die Farbigkeit mit den weiß geputzten Flächen und den rot mit weißem Fugennetz bemalten Werksteinteilen entspricht dem ursprünglichen Zustand, war jedoch mit hoher Wahrscheinlichkeit ursprünglich durch Wandmalereien belebt.

### Ausstattung
Das kunsthistorisch wertvollste Ausstattungsstück ist der Lettner mit Triumphkreuzgruppe, entstanden um 1230–1240. Um 1971/1972 wurde er an seinem ursprünglichen Ort aus zum großen Teil erhaltenen Werksteinen wieder errichtet, nachdem er 1863 auseinandergerissen und teils als Kanzel, teils als Altaraufbau verwendet worden war. Die Zutaten von 1971 erfolgten in eingefärbtem Kalkstuck. Eine raumgeometrische Anpassung der Gruppe erfolgte später.
Das ikonographische Programm bezieht sich auf Christi Opfertod und auf das Messopfer am Kreuzaltar, links und rechts sind im Hochrelief Abraham und Melchisedek dargestellt. In den Zwickeln über dem Blattbogen sind Kain und Abel mit ihren Opfergaben gezeigt. Auf der Vorderseite der Kanzel ist der erhöhte Christus mit den Evangelistensymbolen abgebildet. An der Kanzel ist die Opferung Isaaks und die Erhöhung der Ehernen Schlange durch Moses dramatisch dargestellt. In den Blendarkaden sind Darstellungen von Daniel, David sowie Salomo und ein Prophet (möglicherweise Ezechiel) zu finden.
Die Kreuzigungsgruppe zeigt Maria und Johannes unter dem gekreuzigten Christus, der von zwei heranfliegenden Engeln getragen und verehrt wird. Im oberen Kreuzende ist Gottvater mit der Taube des Heiligen Geistes dargestellt, unter dem Kreuz der erwachende Adam. Maria und Johannes stehen auf Königen, die wahrscheinlich das aus damaliger christlicher Sicht überwundene Heiden- und Judentum symbolisieren. Stilistisch ist die Kreuzigungsgruppe verwandt mit der unwesentlich älteren Triumphkreuzgruppe im Freiberger Dom und den Figuren des Goldenen Portals ebendort. Die Monumentalität und der gleichsam szenische Bezug der Gestalten erinnern an etwa gleichzeitige französische Werke, ohne dass ein unmittelbarer Einfluss nachweisbar ist.
Das Grabmal des Stifterpaares Dedo von Groitzsch († 1190) und seiner Gemahlin Mechthild († 1189) ist nur unwesentlich jünger als die Lettnerskulpturen und entstammt der gleichen Tradition. Das Grabmal ist stilistisch verwandt mit dem Kenotaph des Wiprecht von Groitzsch in der Laurentiuskirche in Pegau. Die Tumba stammt in der heutigen Form von 1846.
Ebenfalls aus romanischer Zeit sind ein Weihwasserbecken und ein Porphyrtaufstein erhalten, der jedoch aus der Kirche im Ortsteil Jerisau von Glauchau stammt.
In der Hauptapsis ist seit 1979 ein spätgotischer Schnitzaltar aus dem Ortsteil Zaasch von Wiedemar aus der Zeit um 1510 aufgestellt. Er zeigt in der Predella als Halbfiguren Elisabeth, Katharina, Barbara und Margarete, im Schrein eine Madonna mit Mauritius, Nikolaus, Ägidius und Laurentius sowie auf den Flügeln Figuren der Apostel in zwei Reihen. In der ersten Wandlung sind gemalte Darstellungen der Passion Christi zu sehen, in der zweiten die Weihnachtsgeschichte.
In der Nordapsis sind Teile eines Schnitzaltars aus der Zeit um 1510 aufgestellt. Dieser Altar zeigt im Schrein einen unbestimmbaren Heiligen und die Heiligen Blasius und Martin sowie in den Flügeln Anna selbdritt und Maria Magdalena.
In der Südapsis ist eine neuromanische Darstellung des Engelsgrußes mit dem Gnadenbild Maria der Immerwährenden Hilfe zu finden. Im südlichen Querhausarm befindet sich eine Darstellung von Christus in der Rast aus der Zeit um 1500. Eine Orgel der Firma Jehmlich aus dem Jahr 1980 mit 12 Registern wurde durch Winfried Schrammek in Anlehnung an Prinzipien des mittelalterlichen Orgelbaus disponiert.

## Zeittafel

### Augustiner-Chorherren (1168–1278)
- 1174–1189 Erster Propst: Thiedrich (Dietrich) von Lautenburg († 7. Dezember 1189)
- 1186 Dem Propst von Zschillen Dietrich wird auf Betreiben Dedos die Verwaltung für einen neu eingerichteten Archidiakonatsbezirk übertragen zusammen mit der Parochie Rochlitz. „Als Ausgleich trat Dedo die ihm bislang zustehende Marienkirche in Obergeithain mit ihren Einkünften an den Bischof Eberhard von Merseburg ab.“
- 1189–1191 Zweiter Propst: Tidericus II.
- 1190 Tod Dedos
- 1191–1200 Dritter Propst: Heidenricus von Zwenkau
- 1196 Papst Coelestin III. (1191–1198) bestätigt in einem Brief den Zschillener Konvent und räumt ihm das Patronatsrecht über Geithain ein.
- 1200–1231 (?) Vierter Propst: Wilhelm
- Zwischen 1209 und 1228 bestätigt Erzbischof Albrecht II. von Magdeburg in einer undatierten Urkunde dem Propst Wilhelm die Gerichtsbarkeit und verleiht ihm das Interdiktsrecht.
- 1210 Mit dem Tod des Markgrafen Konrad (Sohn von Dedo) erlischt das Geschlecht der Stifter in der männlichen Linie
- ab 1230 Bau des Lettners und des Grabmales für Dedo und Mechthild in der Stiftskirche
- 1278 Visitation durch Bischof Withego von Meißen. Aufhebung des Augustinchorherrenklosters durch den Bischof auf Betreiben von Markgraf Heinrich dem Erlauchten und Übertragung an den Deutschen Ritterorden
  - Letzter Prior der Kirche von Zschillen war der Augustiner Conradus de Lome. Als solcher gab er Bischof Withego von Meißen seine Zustimmung zur Übertragung an den Deutschen Orden. (Urkunde Nr. 376 der Deutschordensballei Thüringen)

### Deutscher Orden (1280–1539)
- 1280 Hartmanus Comes de Hebrungis (Hartmann Graf von Hellobrunn), Ordensmeister
- 1283 Burkhard von Sohwenden
- 1290 Conrad von Feuchtwangen
- 1297 Gottfried Graf von Hohenlohe
- 1307 Siegfried von Feuchtwangen, Ordensmeister
- 1313 Conrad Peffart
- 1326 Werner von Orsela
- 1329 Lutherus Herzog von Braunschweig
- 1333 Theodor Graf von Oldenburg
- 1343 Ludwig Koenigk
- 1346 Heinrich von Thusomer
- 1351 Heinrich von Knopffenrodt
- 1382 Carl Zoellner von Rotenstein
- 1391 Conrad von Waldenroth
- 1395 Conrad von Jungingen
- 1407 Ulrich von Jungingen
- 1410 Heinrich Graf von Plauen
- 1420 Michael von Sternberg
- 1429 Paul von Rusdorff
- 1438 Conrad von Erlingshausen
- 1450 Ludwig von Erlingshausen
- 1467 Heinrich Reuß von Plauen
- 1476 Martin Truchseß von Wetzhausen
- 1480 Johannes von Triffen
- 1489 Andreas von Herda
- 1492 Johannes von Benhusen

### Benediktiner (seit 1993)
Das Priorat Wechselburg ist der Abtei Ettal angegliedert.

#### Äbte von Ettal und Wechselburg
- 1993–2005 Abt Edelbert Hörhammer OSB (Wiederbegründung als Benediktinerkloster)
- 2005–2010 Abt Barnabas Bögle OSB
  - 2010 (Februar – Juli) P. Emmeram Walter OSB als Vakanz-Administrator
- seit 2010 Abt Barnabas Bögle OSB

##### Hausobere des Klosters Wechselburg als Vertreter für den Abt von Ettal
- 1993–2007 P. Gabriel Heuser OSB
- 2007–2012 P. Angelus Waldstein OSB

##### Prioren des Priorats Wechselburg
- seit 2012 P. Maurus Kraß OSB (Abt Barnabas Bögle)

## Nutzung als Schloss (altes und neues Schloss Wechselburg)
Nach der Auflösung des Klosters und der Übergabe (Tausch) von Zschillen 1543 durch Herzog Moritz von Sachsen an die Schönburger – als kursächsisches Lehen – wurden die Klausurgebäude des 1541 aufgelösten Klosters als Schloss umgenutzt. Diese erhaltenen älteren „Schlossbauten“ der Spätgotik oder Renaissance werden heute als „altes Schloss“ Wechselburg bezeichnet. Diese Gebäude werden heute (2018) teilweise als Wohnungen genutzt.
1582–1583 diente die Anlage Wolf III. von Schönburg (1556–1612) als Übergangsresidenz, nachdem 1582 die Rochsburg abgebrannt war. Eine dauerhafte Residenz wurde Wechselburg im 17. Jh. unter Christian von Schönburg-Penig (1598–1664), der seit den 1620er Jahren hier wohnte. Samuel Heinrich von Schönburg-Forderglauchau (1642–1706) machte Wechselburg zu einer ständigen Residenz der neu begründeten Linie Schönburg-Forderglauchau. 1674 war ein erster Umbau der Dreiflügelanlage der ehemaligen Klosterklausur zur Nutzung als Schloss abgeschlossen. Doch schon 1721 zerstörte ein Brand diese Gebäude.
Nach dem Brand wurde in den Jahren 1753–1756 durch den Freiberger Ratsbaumeister Johann Gottlieb Ohndorff im Auftrag der Herren von Schönburg ein neues Barockschloss als Dreiflügelanlage auf den Fundamenten der romanischen Klosterklausur − die sich südlich an die Klosterkirche anschloss – errichtet. Teile des erhaltenen Mauerwerkes der Klausur und romanische Kellerräume wurden beim Schlossneubau mit einbezogen/erhalten. Dieser Schlossneubau ist ein einfacher zweigeschossiger Bau mit hohem Mansarddach. Als Bauhandwerker sollen hier hauptsächlich Einheimische tätig gewesen sein. Die Klosterkirche diente zunächst als evangelische Schlosskapelle.
Nachdem die Familie Schönburg-Forderglauchau 1813 von Kassel nach Penig umgezogen war, bewohnten sie dort das Schloss (Neues Schloss Penig). Nach dem Tode des Grafen Carl Heinrich III. von Schönburg-Forderglauchau (1757–1815) am 14. April 1815 erbte sein jüngerer Bruder Graf Wilhelm. Dieser starb jedoch schon am 2. September 1815 in Wechselburg. Der erst zehnjährige Alban wurde Erbe. Die Verwaltung dessen Erbes als Vormund trat Graf Ludwig von Schönburg-Hinterglauchau (1762–1842) an. Am 18. November 1823 wurde Alban von Schönburg-Forderglauchau mündig und erbte die Herrschaften Forderglauchau, Penig und Wechselburg.
Graf Alban von Schönburg (1804–1864) und seine Frau Amalie Christiane Marie (1806–1880), genannt Emilie oder Emmy, geborene Gräfin von Jenison-Walworth, bezogen im August 1824 das neue Wechselburger Schloss, nachdem die Renovierung von Schloss und einigen Salons abgeschlossen war. Die Einrichtung eines Salons im Neuen Schloss zeigt das Gemälde „Die Kinder des Grafen Alban von Schönburg in einem Salon des Schlosses Wechselburg“ um 1837. Das Gemälde wurde mutmaßlich von der Mutter der porträtierten Gräfin Emilie gemalt und zeigt Emilie mit ihren drei Kindern. Auf Einladung der Gräfin Emilie lebte der Dresdner Spätromantiker Johann Hermann Carmiencke (1810–1867) einige Monate in Wechselburg und unterrichtete hier ihre Töchter im Zeichnen und Malen. Emilie war mit Gräfin Ida von Hahn, einer Schriftstellerin befreundet, die ihr etliche Briefe schrieb und im Roman "Ulrich" das Leben von Graf und Gräfin Schönburg in Wechselburg unter Pseudonymen (Fürst Thierstein) beschreibt.
Alban von Schönburg genoss großes Ansehen wegen seiner Toleranz auf religiösem Gebiet. Ab 1843 stellte er seine protestantische Schlosskirche – die einzige erhaltene spätromanische Basilika Westsachsens – den Katholiken der Gegend für Gottesdienste zur Verfügung. Von 1829 bis 1860 ließ Alban die Kirche etappenweise unter zum Teil denkmalpflegerischen Gesichtspunkten renovieren.
Er war Mitglied der „Deutschen Gesellschaft für Erforschung vaterländischer Sprache und Alterthümer zu Leipzig“. Am 20. April 1846 fand in der Kirche die Vermählung seiner ältesten Tochter mit dem katholischen Grafen Otto von Quadt zu Wykradt und Isny statt. Alban war Ritter des Johanniter-Ordens und Träger des Großkreuzes des Albrecht-Ordens. Er wurde zusammen mit seiner Frau Emilie auf dem Dresdener Trinitatisfriedhof beerdigt.
1869 konvertierten die Besitzer von Wechselburg zum Katholizismus, ließen die Kirche erneut renovieren und im katholischen Sinne umgestalten. Der barocke Schlossbau wird als „neues Schloss“ Wechselburg bezeichnet.
Bereits 1829 war Graf Alban von Schönburg Besitzer der Herrschaften Forderglauchau, Penig und Wechselburg geworden.
Bis 1945 waren die Wechselburger Schlösser Besitz der Familie Schönburg-Forderglauchau, die sich seit dem Jahr 1900 (Erlöschen der Linie Hinterglauchau) wieder Schönburg-Glauchau nannte und zusätzlich die Schlösser Forderglauchau sowie das neue Schloss in Penig und Schloss Rochsburg besaßen. Das neue Schloss gehörte den Schönburgern bis zu ihrer Enteignung 1945 und wurde auch von ihnen bewohnt, bis sie 1945 vor der anrückenden Roten Armee flüchteten.
In der DDR-Zeit diente das neue Schloss als „Kinder-Tuberkuloseheilstätte Dr. Friedrich Wolf“. Noch um 1991 wurde das neue Schloss als neurologisch-psychiatrisches Kinderkrankenhaus genutzt. Das neue Schloss steht heute leer und ist vom Verfall bedroht.
Von den Kunstwerken und Möbeln aus den Wechselburger Schlössern haben sich etliche Gemälde und mehrere Empire-Möbel erhalten. Die Gemälde zeigen u. a. Angehörige der Familienzweige Schönburg-Forderglauchau und Schönburg-Glauchau. Diese Kunstgegenstände befinden sich heute offenbar im Bestand oder den Ausstellungen des Museums und der Kunstsammlung Schloss Hinterglauchau. Ehemals in Wechselburg auf einem großen Scheunenboden im Wirtschaftshof des Schlosses gelagerte spätgotische und barocke Plastiken/Schnitzereien wurden von Graf Joachim von Schönburg-Glauchau (1873–1943) um 1901 an den Altenburger Kunstsammler Finanzrat i. R. Hans Löbe (1870–1947) verkauft. Als Hans Löbe Teile seiner Sammlung an verschiedene Museen verkaufte, gelangten einige Objekte in den Besitz des Museums und der Kunstsammlung Schloss Hinterglauchau.

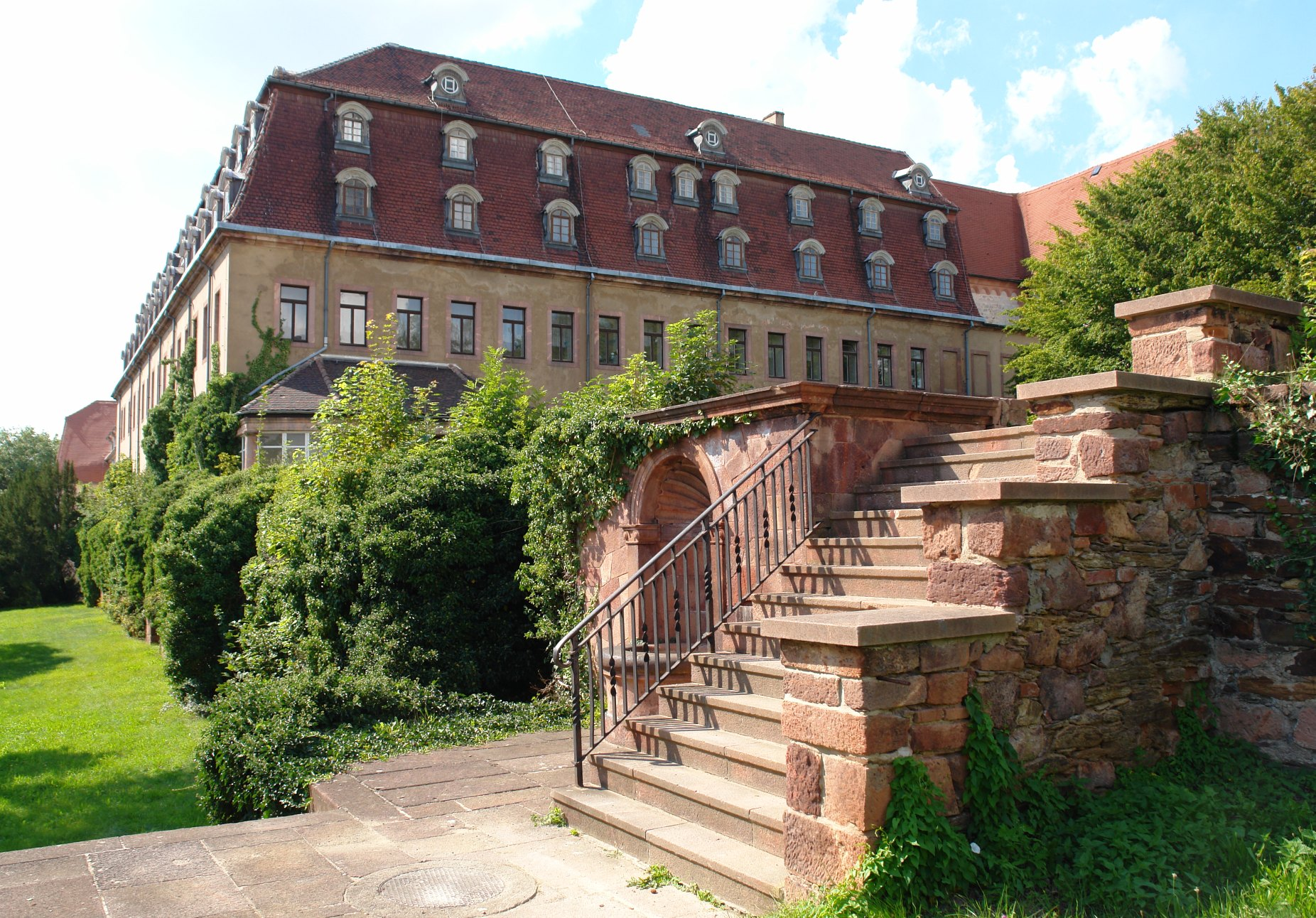
Neues Schloss (Barockschloss)
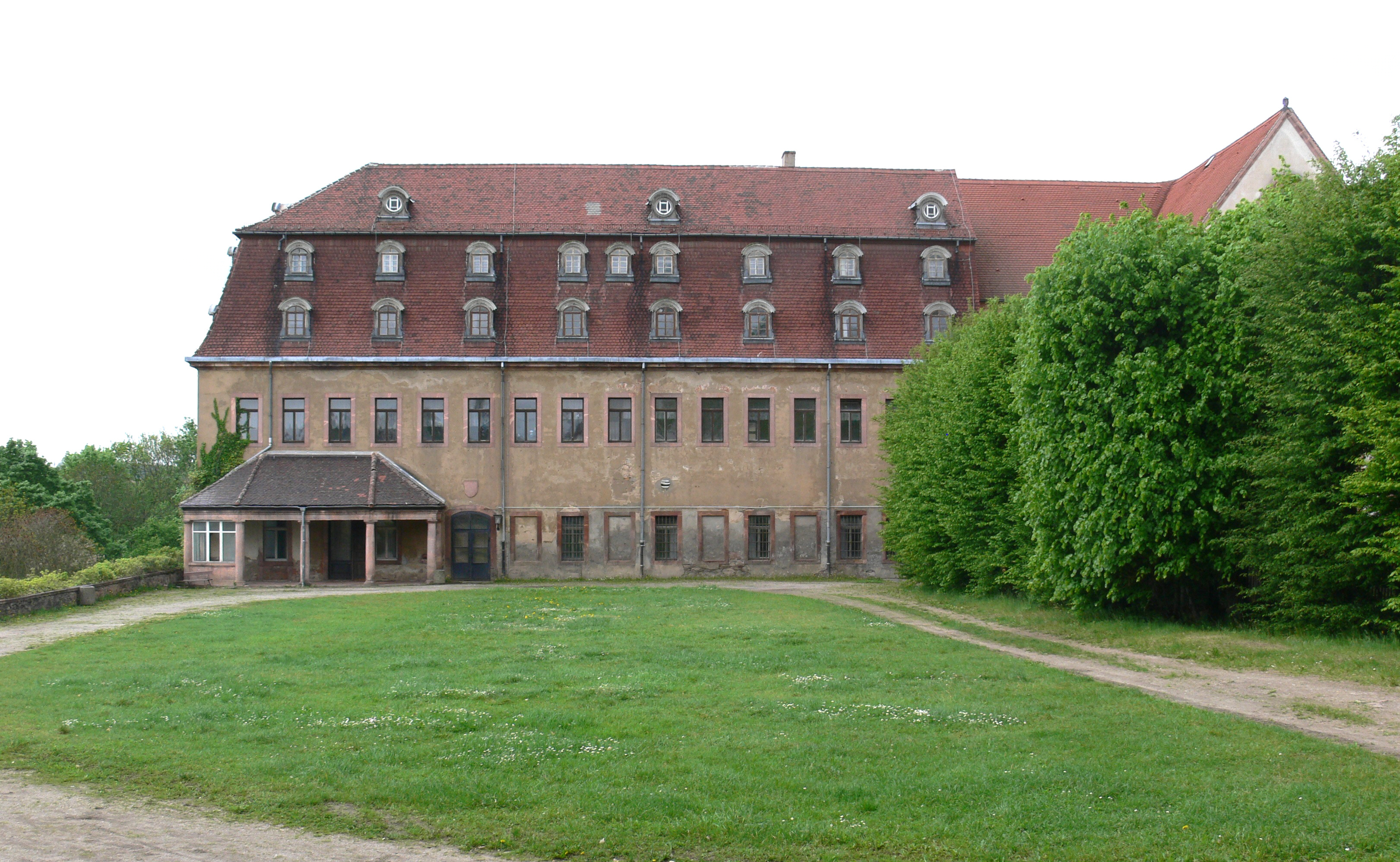
Neues Schloss
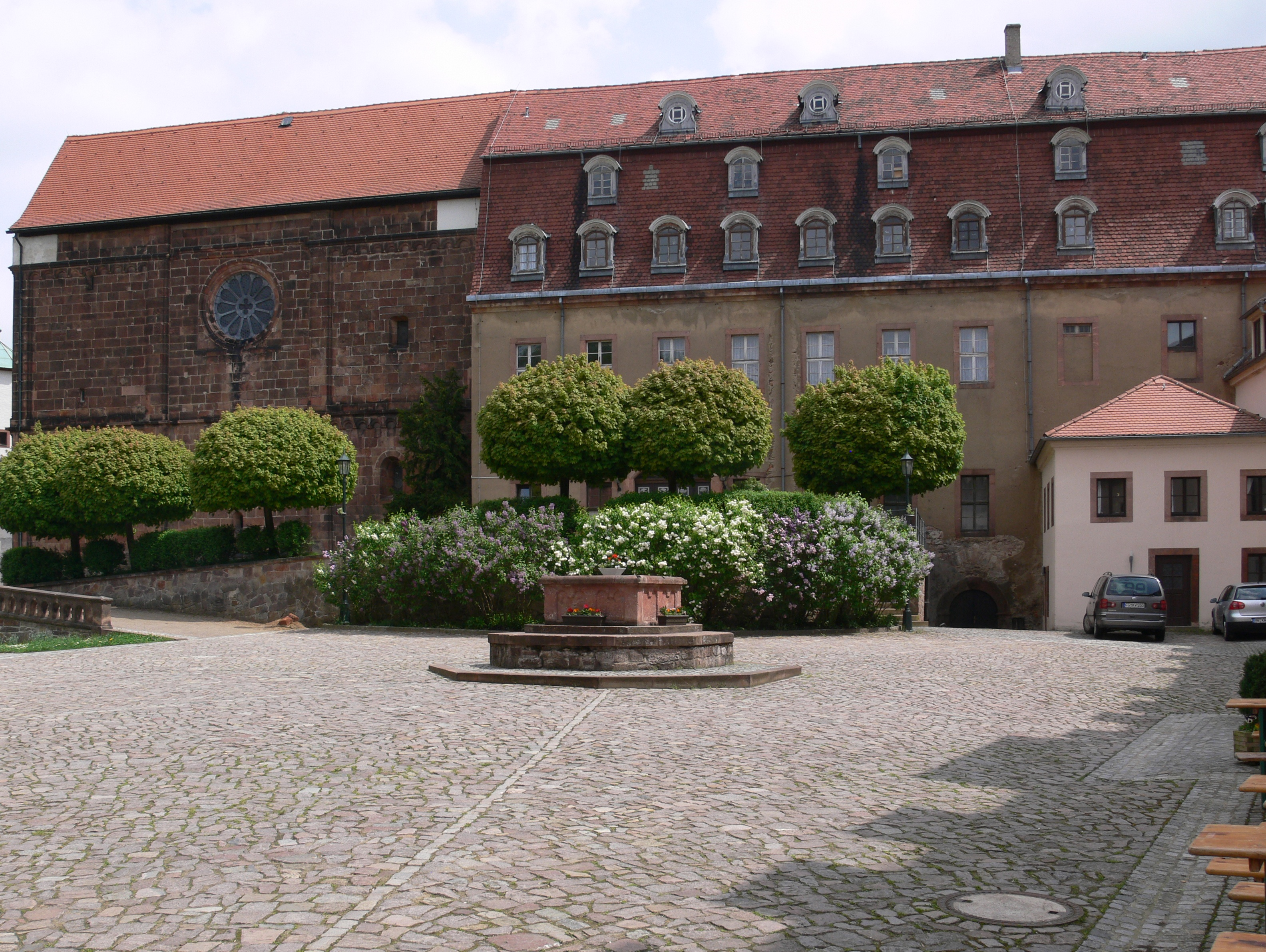
Basilika (links) und neues Schloss (rechts)
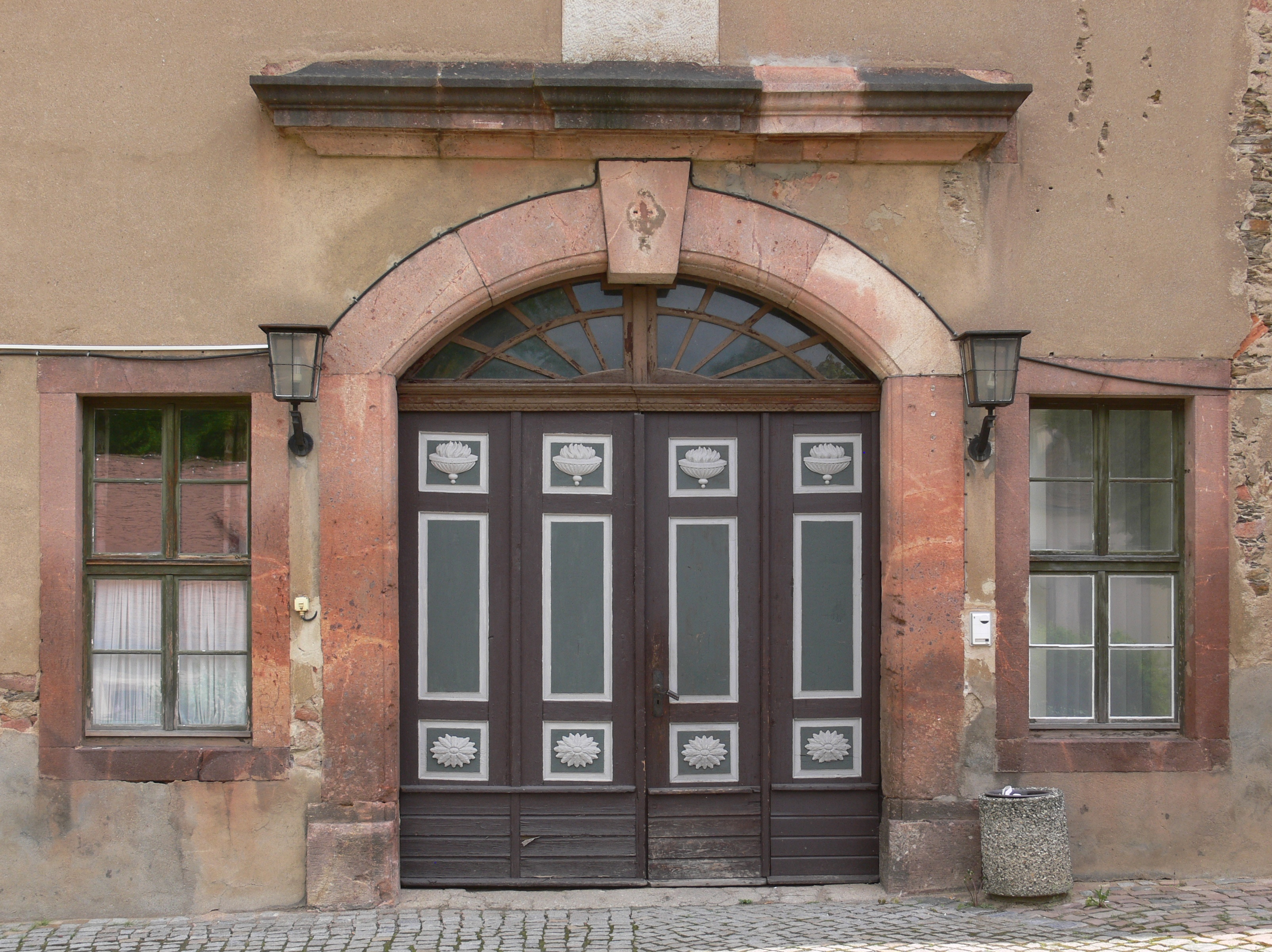
Haupteingang am neuen Schloss
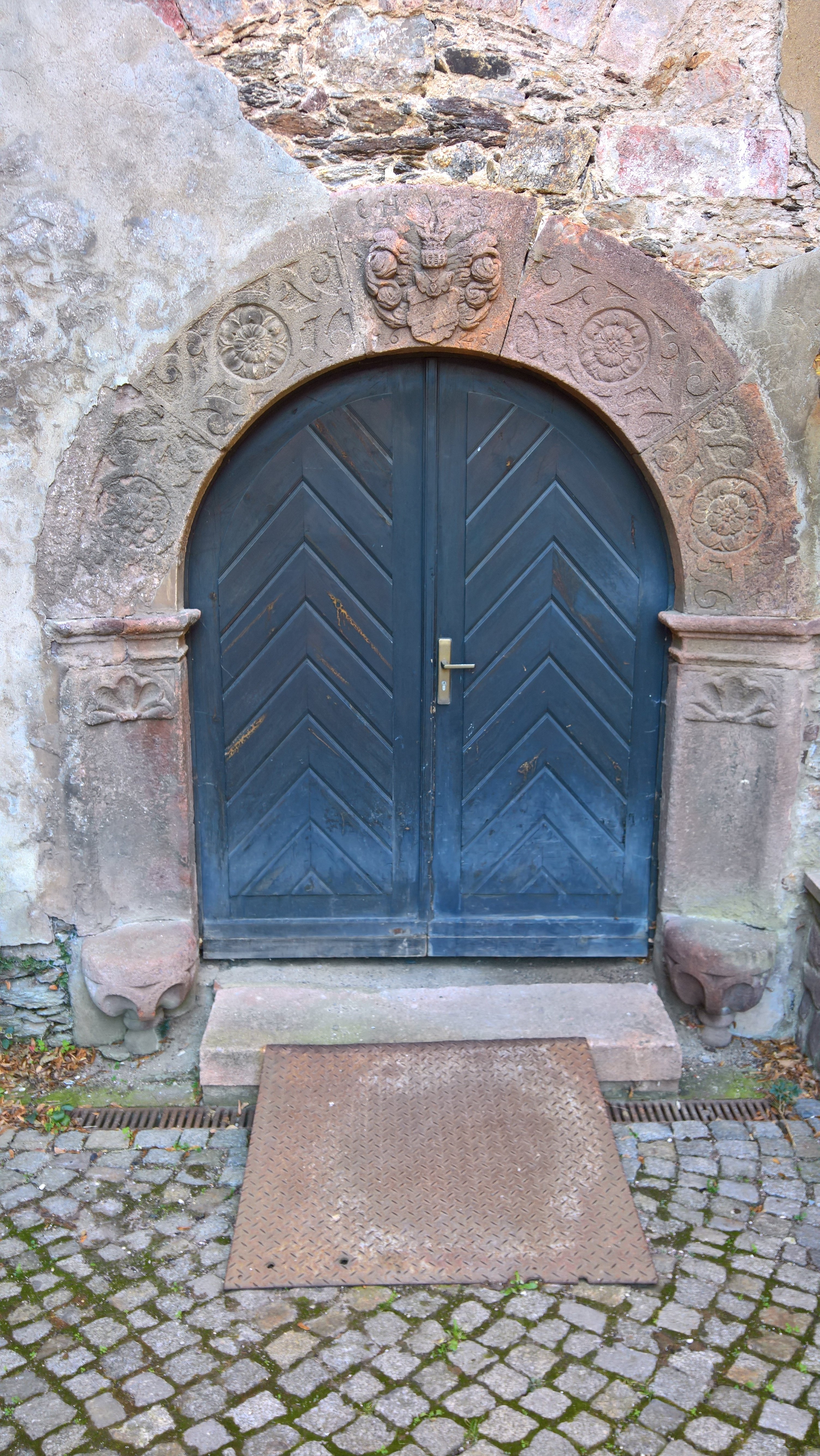
Renaissanceportal am alten Schloss
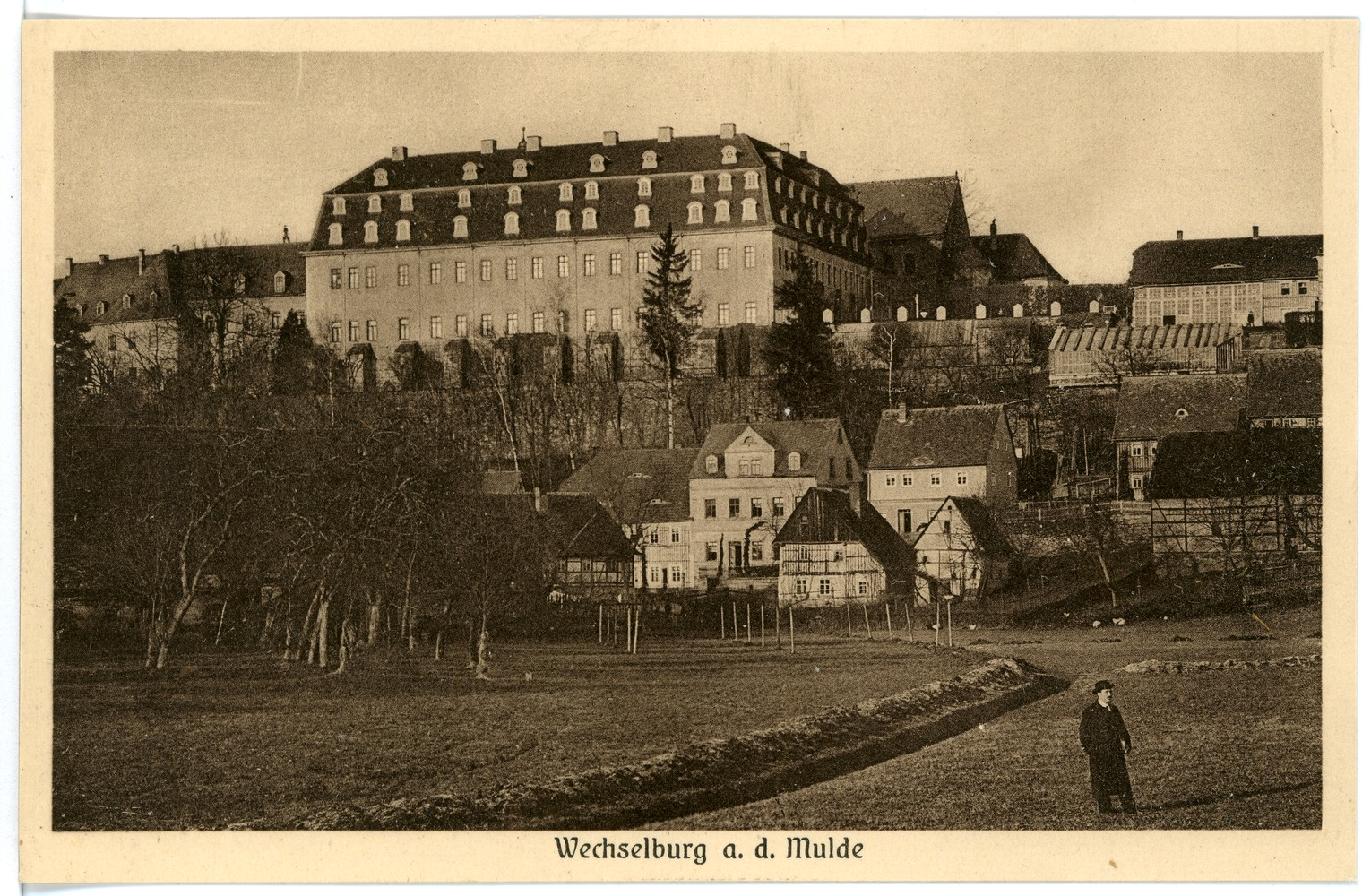
Altes Schloss (links), neues Schloss (mittig), Basilika  (rechts hinten) im Jahr 1913
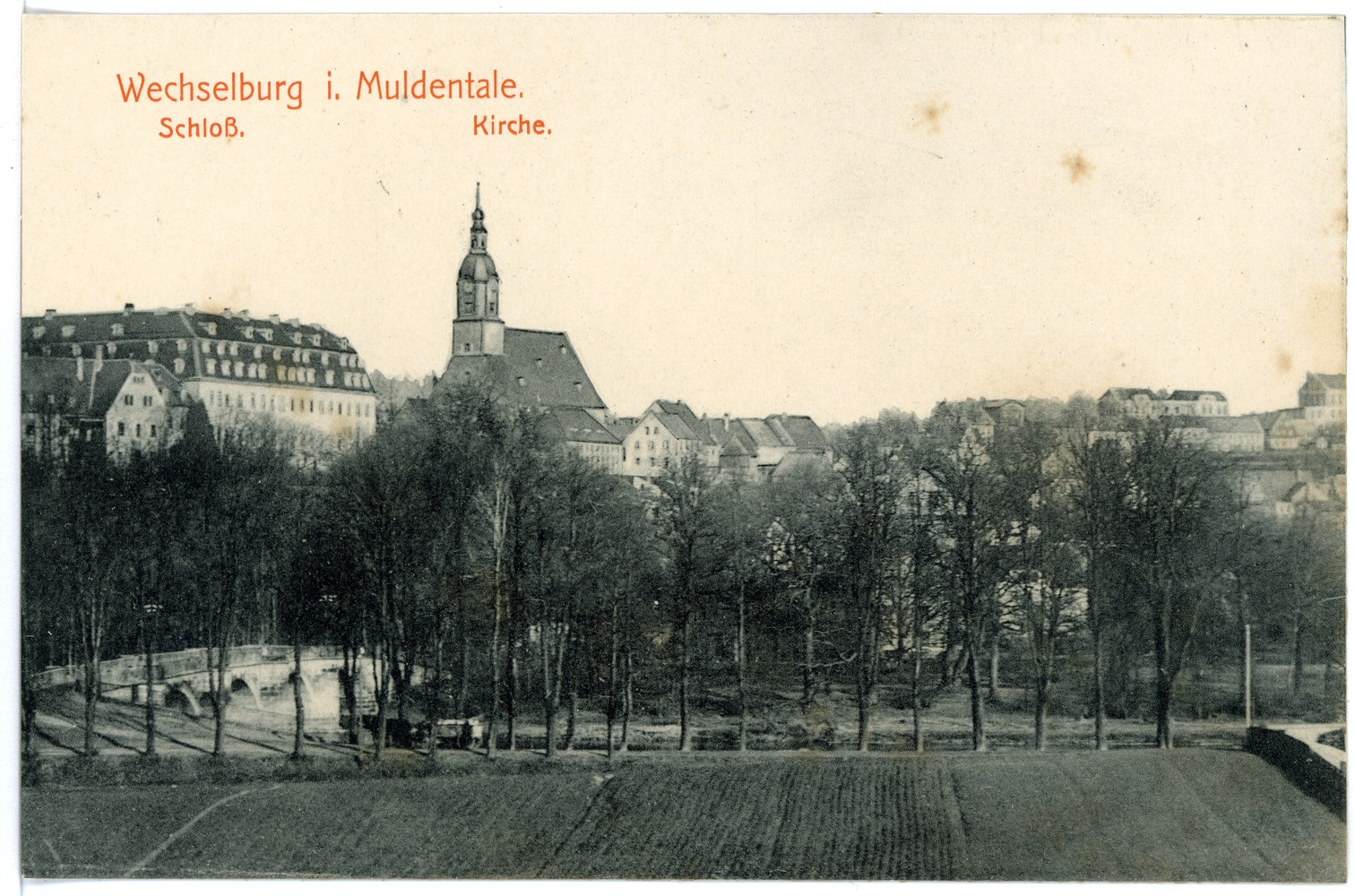
Altes und neues Schloss 1913
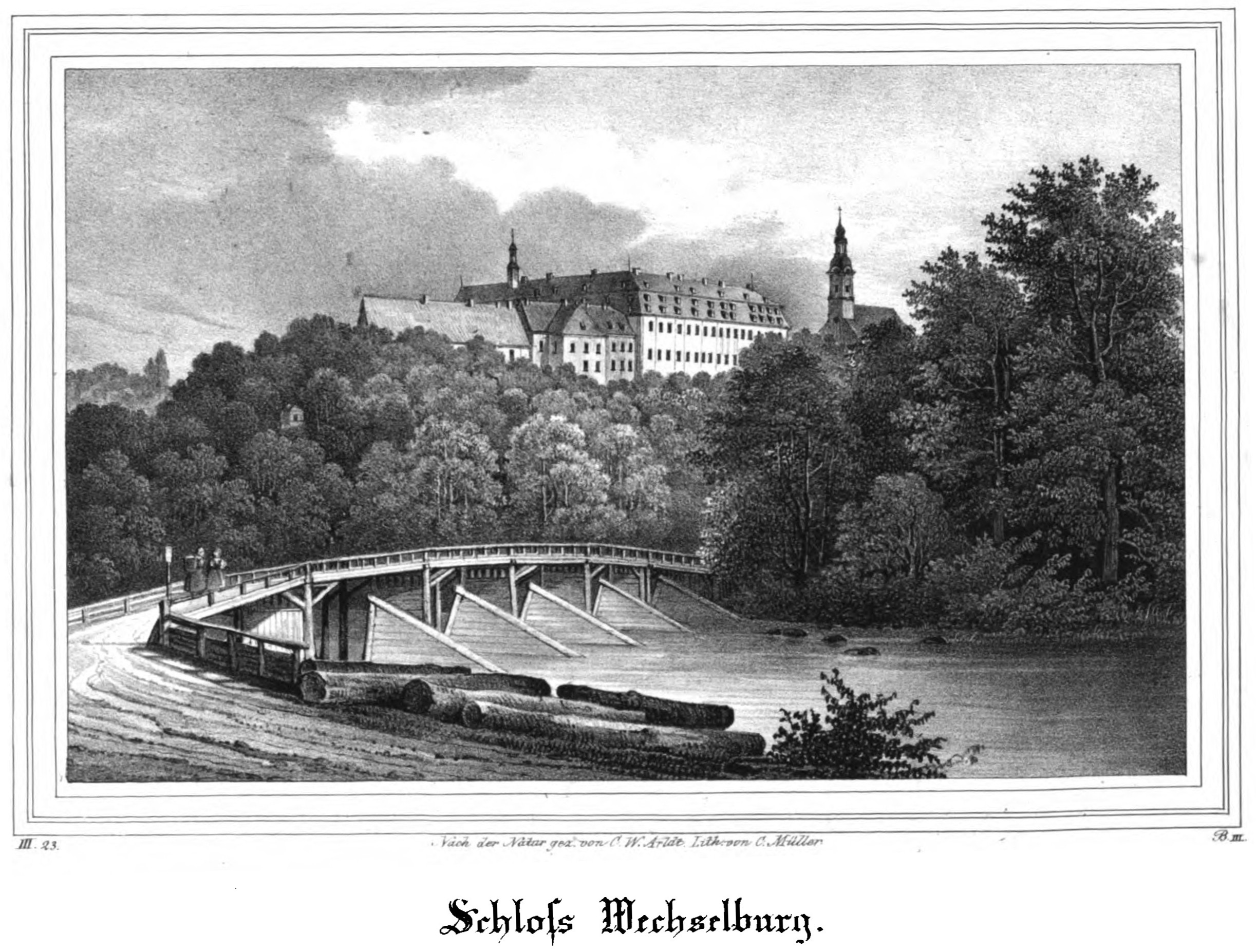
„Schloß Wechselburg“, lith. v. C. Müller, gez. v. C. Arldt, aus „Saxonia“ um 1837